# Bishop (Georgie)
Bishop je město v Oconee County, v Georgii, ve Spojených státech amerických. V roce 2011 žilo ve městě 225 obyvatel.

## Demografie
Podle sčítání lidí v roce 2000, žilo ve městě 146 obyvatel, 57 domácností, a 38 rodin. V roce 2011 žilo ve městě 115 mužů (51,3%), a 110 žen (48,7%). Průměrný věk obyvatele je 37 let.